# Alstonia scholaris
Alstonia scholaris — вид рослин родини барвінкові (Apocynaceae).

## Назва
Зустрічається також назва «диявольське дерево» (англ. Devil Tree).

## Будова
Середнього розміру дерево до 40 м висоти з коркоподібною сіруватою корою. Стовбур до 125 см в діаметрі. Має оригінальну крону «пагодного» типу, коли гілки ростуть шарами через певні проміжки.

## Життєвий цикл
Скидає листя через нерегулярні проміжки часу.

## Поширення та середовище існування
Росте у Східній та Південно-Східній Азії.

## Практичне використання
Деревина використовується для вироблення гробів на Шрі Ланці.

## На марках
Зображено на марках Індонезії.

## Галерея

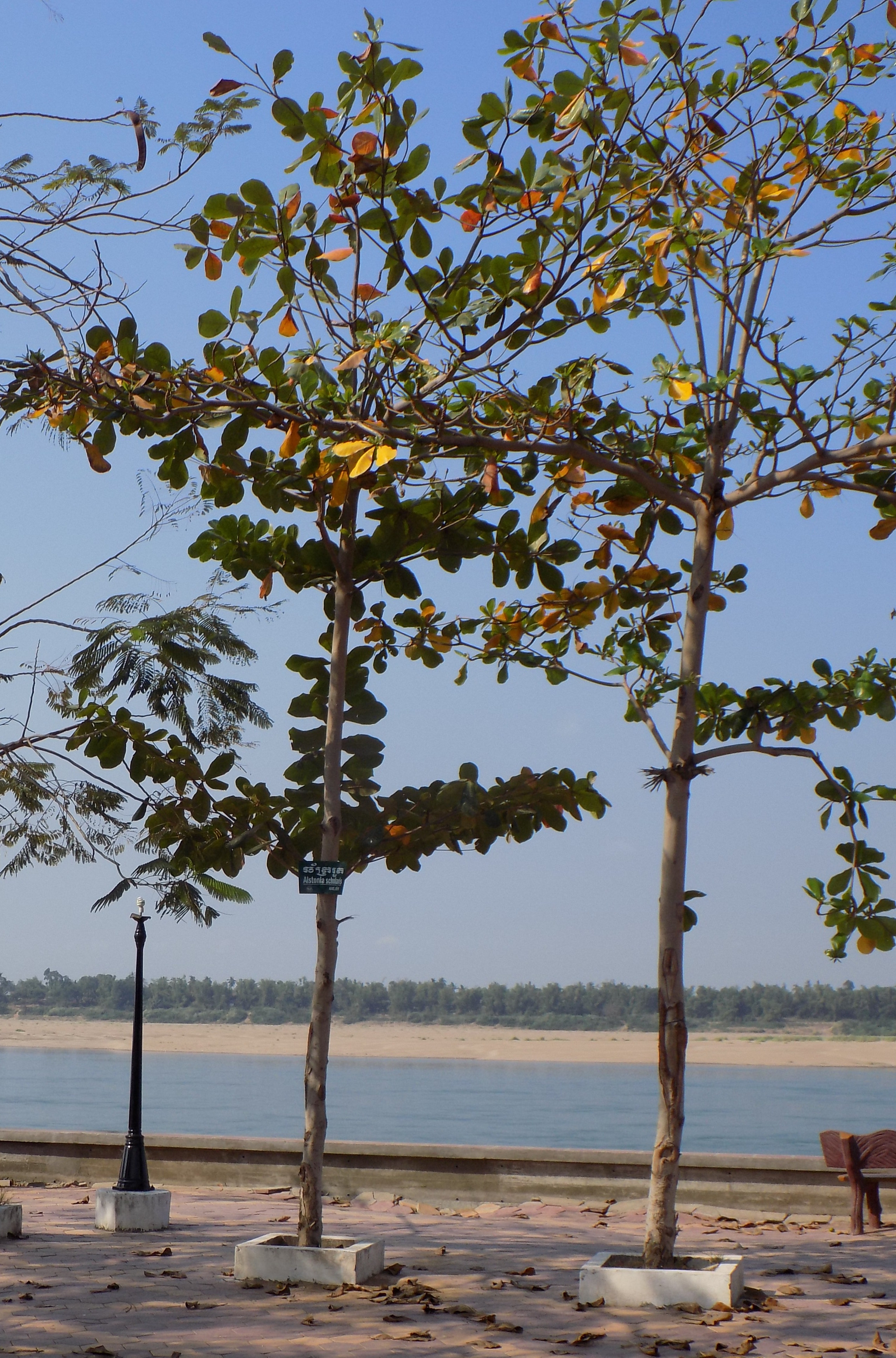
Молоде дерево
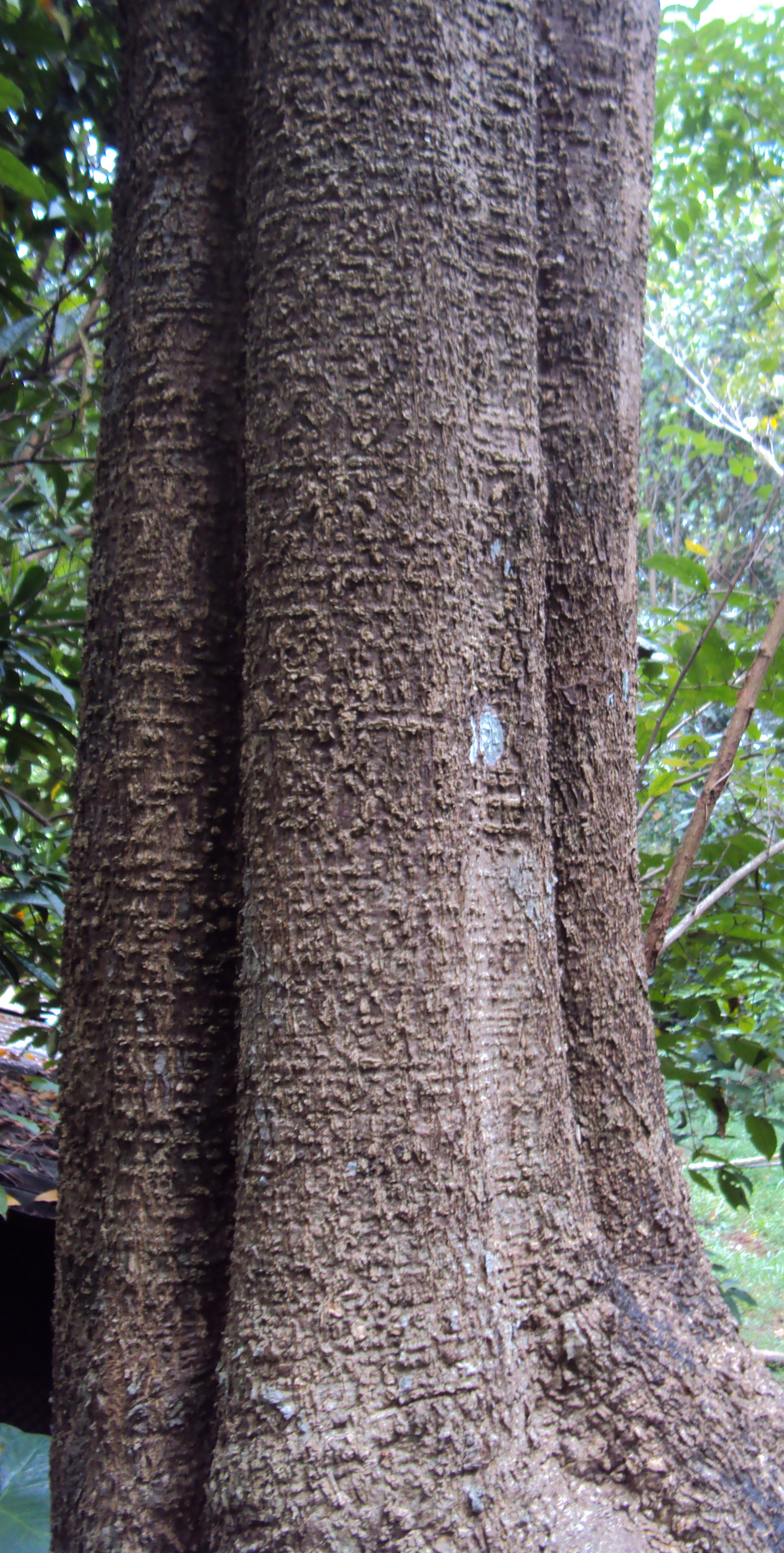
Стовбур
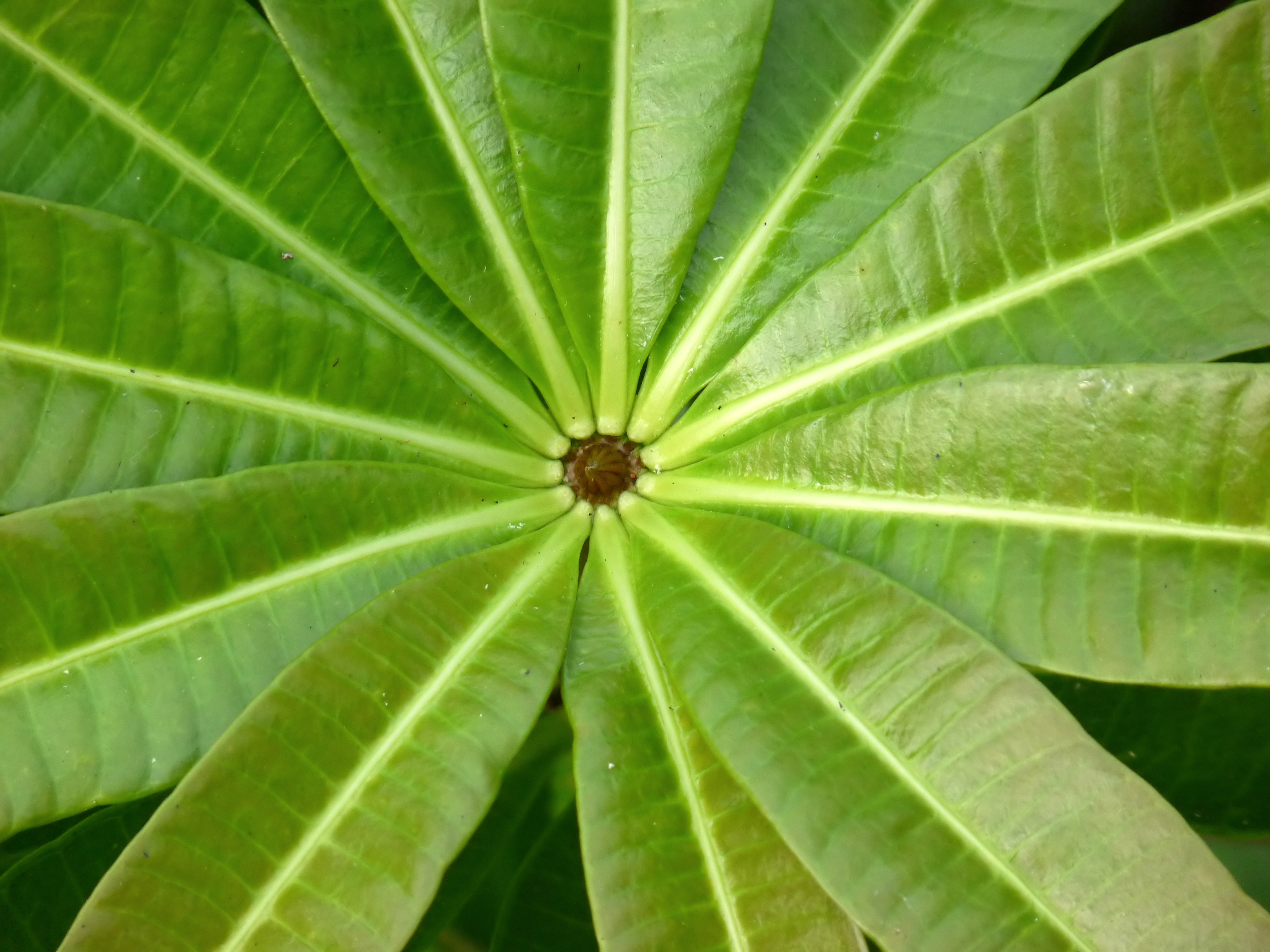
Листок
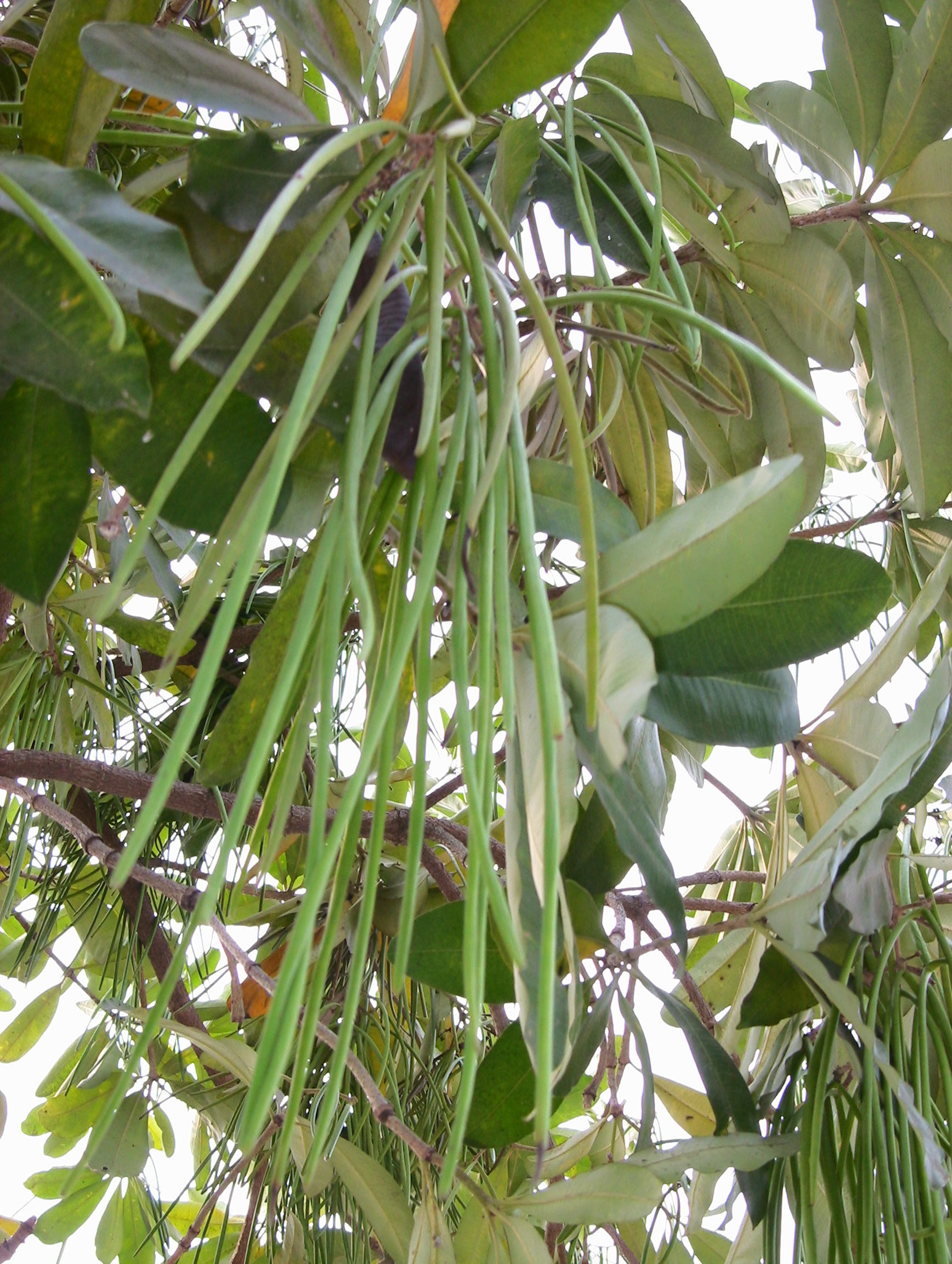
Плоди
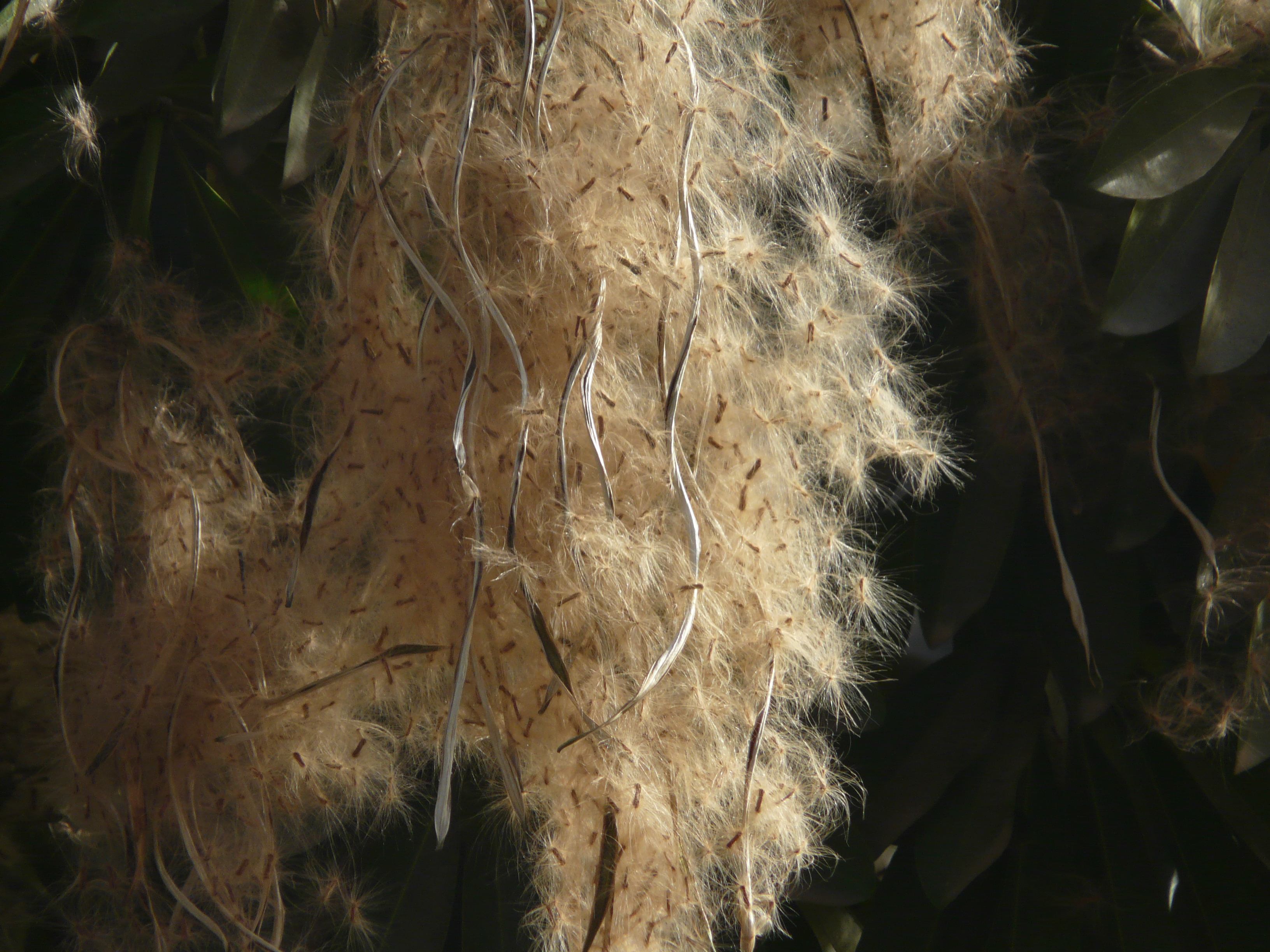
Насіння
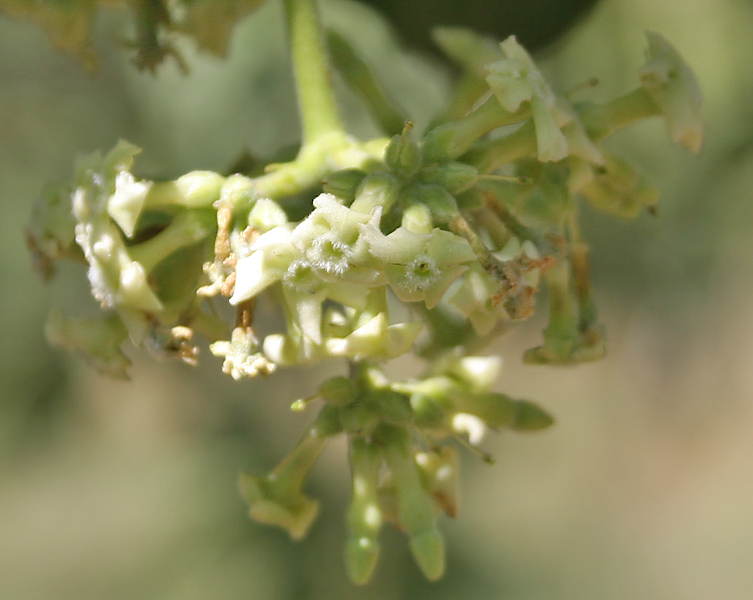
Квіти
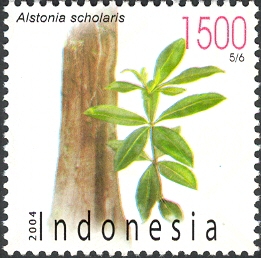
На марці